# Старобаїшево
Старобаї́шево (рос. Старобаишево, башк. Иҫке Байыш) — село у складі Дюртюлинського району Башкортостану, Росія. Адміністративний центр Старобаїшевської сільської ради.
Населення — 631 особа (2010; 548 у 2002).
Національний склад:
- башкири — 86 %